# 小行星14172
小行星14172（14172 Amanolivere）是一颗绕太阳运转的小行星，为主小行星带小行星。该小行星于1998年11月10日发现。

## 轨道参数
小行星14172的轨道半长轴为2.4418240 UA，离心率为0.165。